# Wit Konijn Rood Konijn
Wit Konijn Rood Konijn ('White Rabbit Red Rabbit') is een toneelstuk uit 2010 van de Iraanse schrijver Nassim Soleimanpour.

## Opzet
Wit Konijn Rood Konijn is een monoloog van 60-75 minuten. De tekst van het stuk is geheim en wordt aan het begin van de uitvoering door de acteur uit een verzegelde enveloppe gehaald en voorgelezen. 48 uur van tevoren wordt een blad met instructies (zoals de uitspraak van namen) gedeeld. Een acteur mag het stuk maar één keer spelen.

## Inhoud
Dagblad Trouw omschrijft het stuk als "... een bijtend humoristische parabel die de toeschouwer meeneemt in een spel tussen gehoorzaamheid en ongehoorzaamheid, tussen volgen van voorschriften of durven daarvan af te wijken."

## Opvoering
Het wordt iedere voorstelling door een andere acteur opgevoerd, die het script nog niet eerder heeft gezien. Het werd voor het eerst opgevoerd op de festivals Edinburgh en Clubbed Thumb's Summerworks in 2011. In Nederland werd het in 2012 opgevoerd door Speeltheater Holland uit Edam in samenwerking met Toneelgroep Amsterdam, naar de vertaling van Carel Alphenaar. Het stuk werd destijds gespeeld door o.a. Hans Kesting, Gijs Scholten van Aschat en Marieke Heebink in Theater Bellevue. In Edam betraden Nasrdin Dchar, Nelleke Zitman en Betty Schuurman het podium.
Ter gelegenheid van één jaar sluiting van de theaters vanwege de coronapandemie werd het stuk op zaterdag 13 maart 2021 wereldwijd opgevoerd; door het verschil in tijdzones wordt het stuk daardoor 24 uur lang gespeeld. In Nederland vonden 42 livestreams simultaan plaats om 20.00 uur door onder andere Pierre Bokma, eveneens in de vertaling van Carel Alphenaar.